# Малайзийский склеропагес
Малайзийский склеропагес (лат. Scleropages formosus) — вид тропических лучепёрых рыб из семейства аравановых (Osteoglossidae).
Вырастают до 90 см длиной. Имеют сильно вытянутую форму тела. 
Встречаются в пресных водоёмах Юго-Восточной Азии. Обитают в медленно текущих реках и заводях. Питаются рыбой, млекопитающими и птицей, которых срывает с веток или подбирает с поверхности воды.
Относится к вымирающим видам и поэтому запрещены к отлову. Разводится на лицензированных фермах под пристальным вниманием контролирующих служб.